# Bitlis

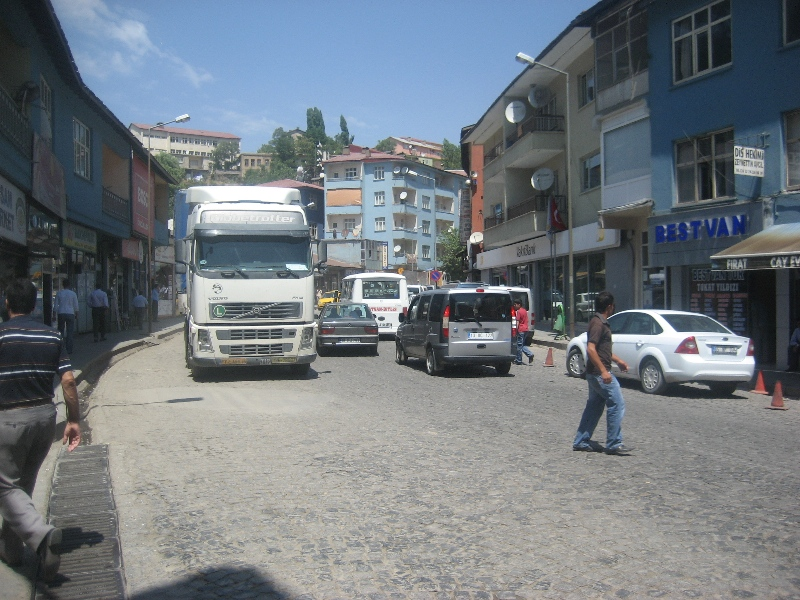
Vue d'une rue du centre-ville de Bitlis.

Bitlis (en kurde Bidlîs ou Bêdlîs ; en arménien Բիթլիս ou Բաղեշ, Baghesh, ou Բաղաղեշ, Baghaghesh) est une ville de Turquie, préfecture de la province du même nom. Peuplée majoritairement de Kurdes, la population s'établit à 65 169 habitants en 2000, en incluant les villages alentour.

## Étymologie
L'origine du nom Bitlis est incertaine. La croyance populaire relate une hypothèse sans fondement historique : le nom proviendrait d'un général macédonien nommé Lis ou Batlis auquel Alexandre le Grand aurait confié la construction d'une forteresse à l'emplacement de la ville actuelle.

## Géographie physique

### Situation
La ville se situe à 1 545 mètres d'altitude, sur les flancs de la vallée de la rivière Bitlis (Bitlis Çayı), un affluent du Tigre à 25 km des rives du lac de Van, sur le haut-plateau arménien. La ville est dominée par deux massifs montagneux : Le massif de Muşgüneyi (Muşgüneyi Dağları) à l'ouest, et le massif de Kavuşşahap (Kavuşşahap Dağları) à l'est, dont un des sommets domine la ville, le Şirkin Tepe (2 658 mètres).

### Climat
Le climat de Bitlis est rude : hivers longs avec de très importantes chutes de neige, étés chauds et humides.

## Histoire

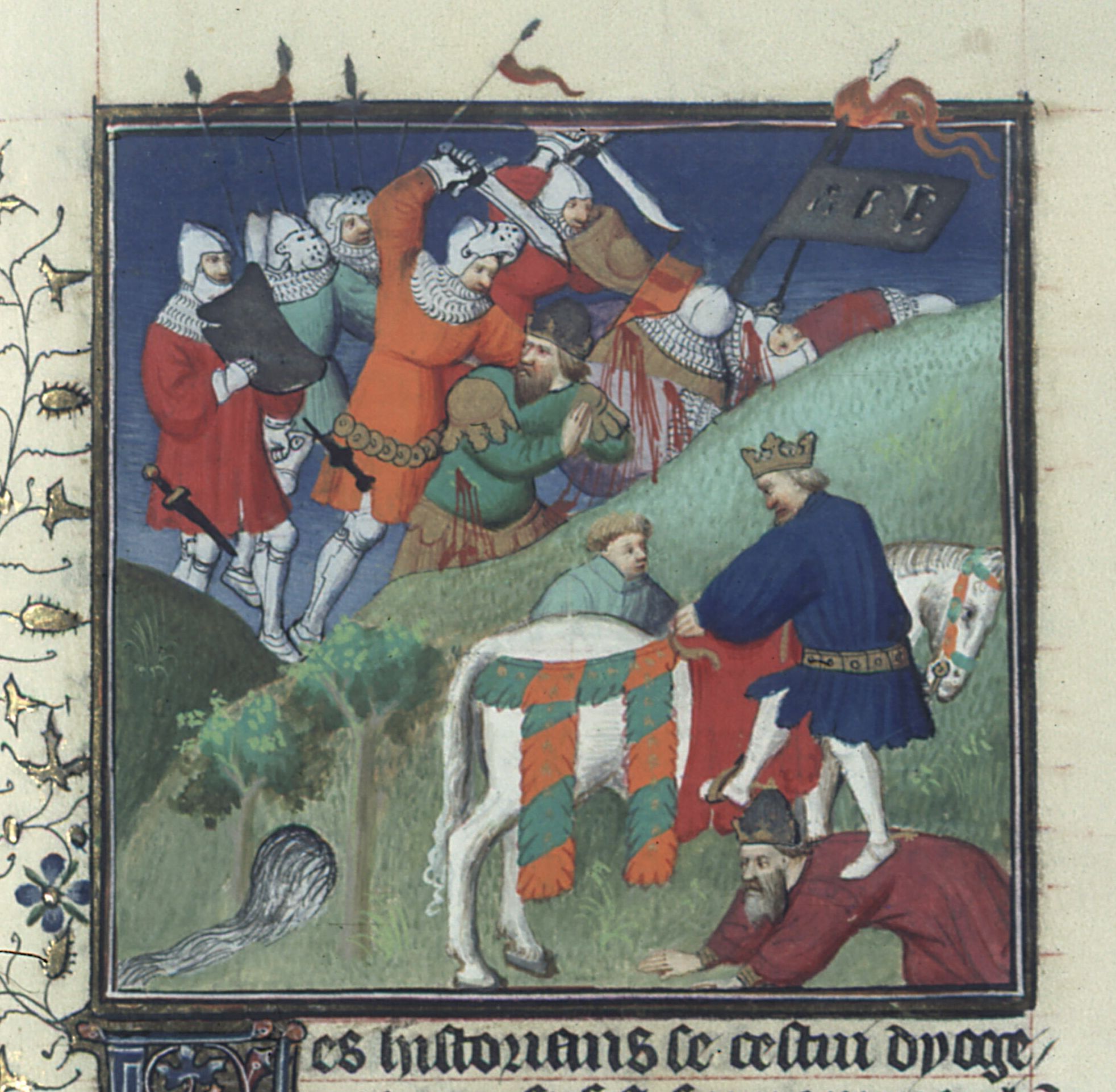
La bataille de Manzikert en 1071.

### Antiquité
Bitlis fait partie de la province du Tôroubéran au sein du royaume d'Arménie ; elle fait partie des possessions des nakharark du Bznounik (les Bznouni) jusqu'en 336-337, date de son rattachement au domaine royal arsacide.

### Moyen Âge
Au VIIe siècle, lors de la domination arabe de l'Arménie, Bitlis passe aux mains des Mamikonian. 
La ville est sous le contrôle des émirs zourarides au IXe siècle, vassaux des rois arméniens bagratides, avant d'être incorporée à l'émirat kaysite de Manazkert au milieu du Xe siècle. Vers 970, elle est attaquée par les armées byzantines qui désirent annexer les territoires du royaume arménien et les principautés arabes situées sur les rives du lac de Van. Elle est ensuite disputée entre les Hamdanides et les Marwanides (vassaux de Byzance). À la fin du XIe siècle, après l'affaiblissement du pouvoir byzantin dans la région, consécutif à la bataille de Manzikert en 1071, la ville tombe aux mains de Togan Arslan, un sujet la dynastie des Shah Arman installée à Akhlat.

### L'émirat kurde
Du XIIIe au XIXe siècle, Bitlis devient un des émirats kurdes. Bien que, durant cette période, la ville soit assujettie à une succession de pouvoirs plus larges qui s'exercent dans la région de Van, elle maintient une certaine forme d'indépendance. Au XIVe siècle, ses émirs kurdes de la famille Rojki (ou Rojki) sont vassaux de la fédération tribale turcomane des Kara Koyunlu (Moutons noirs turcomans), qui regroupe entre autres les petits émirats voisins : Ahlat, Muş, et Hınıs. La ville tombe ensuite aux mains des Timourides en 1394 mais participera au retour des Turcomans Kara Koyunlu peu après. S'ensuit alors l'effondrement de cette fédération : l'émirat de Bitlis disparaît.

### Turcomans et Ottomans
Les Ak Koyunlu (Moutons blancs turcomans) assiègent la ville à trois reprises dans les années 1470 et suivantes avant de la capturer en 1494-1495 et de la perdre peu après au profit des Ruzaki. La ville doit se soumettre à un gouverneur pendant l'invasion de la dynastie perse des Séfévides menée par le Shah Ismail Ier (1501-1524). Néanmoins, la cité se range du côté des Ottomans à leur arrivée dans la région. Mais l'émir ottoman prête allégeance aux Perses. Une armée ottomane assiège Bitlis pendant trois mois en 1531 et 1532 puis se retire en 1533. Sheref est tué et son fils et successeur se soumet aux Ottomans. Muş et Hınıs se séparent de l'émirat de Bitlis et deviennent des sandjaks indépendants, bien que dirigés par des beys de la famille Ruzaki. Une mission jésuite s'installe à Bitlis en 1685. La dynastie des Ruzakides disparaît en 1849 quand le gouverneur ottoman évince le dernier émir, Sheref Bey, qui est fait prisonnier et amené à Constantinople. La ville est ensuite dirigée par un paşa ottoman et devient en 1864 la préfecture du vilayet auquel la ville donne son nom.
En 1814, la population de la ville atteint les 12 000 habitants, composée à parts égales de musulmans et de chrétiens arméniens. En 1838, la population oscille entre 15 000 et 18 000 habitants dont les deux tiers sont des musulmans et un tiers des Arméniens, augmentés d'une petite communauté de chrétiens syriaques (en). En 1898, Lynch estime la population à 30 000 personnes dont 10 000 Arméniens, 300 Syriaques et les autres sont des Kurdes musulmans.

### Première Guerre mondiale

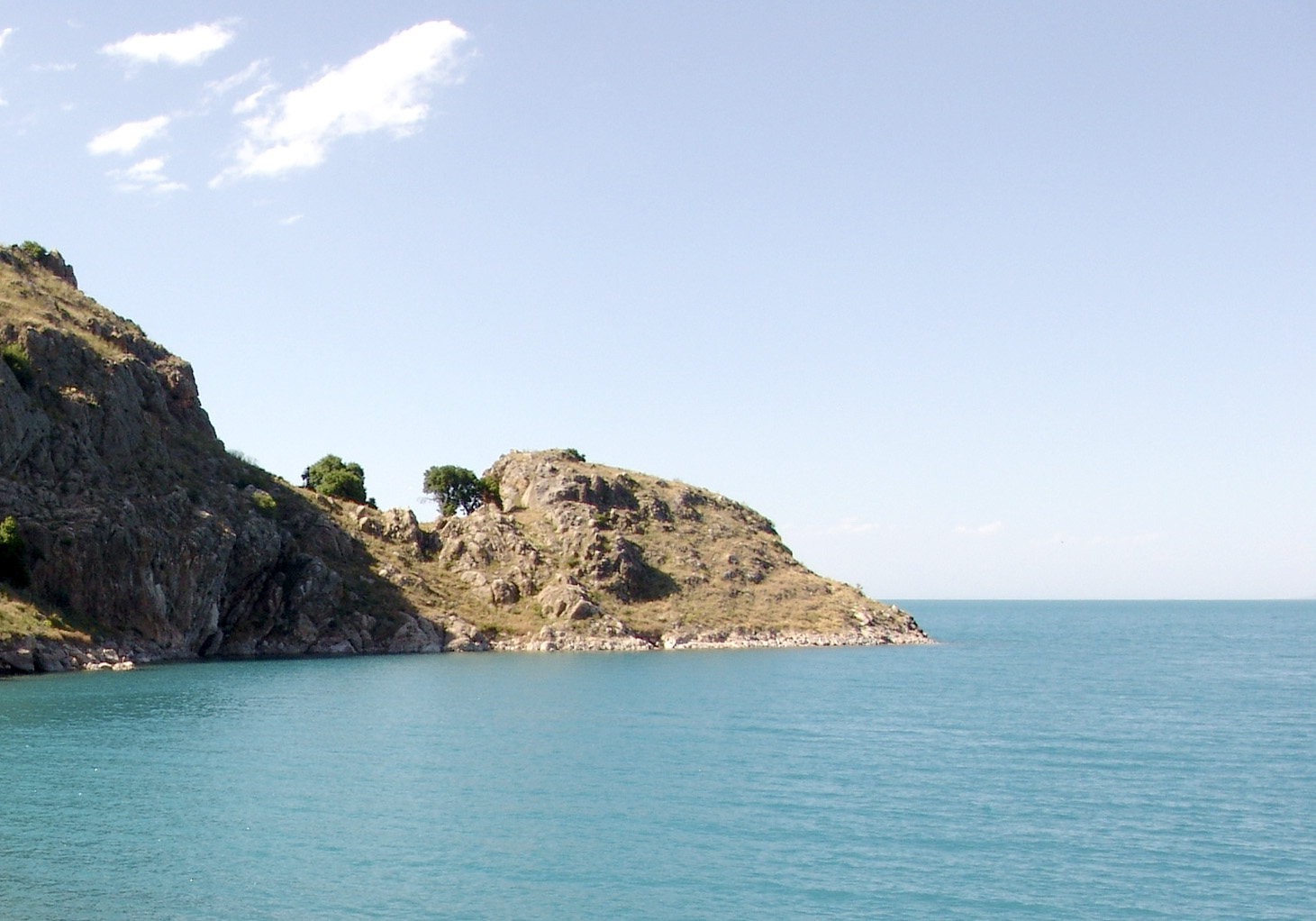
Le lac de Van, enjeu du front caucasien entre armée russe et troupes de Mustafa Kemal pendant la Première Guerre mondiale.

Un tiers de la population de Bitlis est arménienne à la veille du génocide arménien. En 1915, Turcs et Kurdes, dirigés par Jevdet Bey, massacrent 15 000 Arméniens,. L'ampleur des massacres et leur violence sont telles que le général Vehib pacha parle en 1918 d'« un exemple d'atrocité qui ne s'est jamais produite dans l'histoire de l'islam ».
En février 1916, sur le front caucasien, les armées russes lancent une offensive afin de capturer Muş et Bitlis. Muş tombe le 16 février. À Bitlis, les positions turques se maintiennent à la périphérie de la ville et sont protégées par l'étroitesse de la vallée. Dans la nuit du 2 au 3 mars, lors d'un fort blizzard, le 8e régiment de carabiniers caucasiens avance en silence et après des combats au corps à corps, prend les positions turques et fait plus de mille prisonniers. L'armée turque abandonne Bitlis et se retire vers Siirt. Un contingent, commandé par Mustafa Kemal, s'avance pour défendre Bitlis mais arrive trop tard. En août 1916, la Seconde armée turque entreprend une offensive contre les Russes sur le front oriental. Le 2 août, le 16e corps de l'armée de Mustafa Kemal, augmenté d'une armée irrégulière kurde, attaque Muş et Bitlis. Craignant un encerclement, le général et commandant russe Nazarbekov abandonne Bitlis le 5 août. Après la perte de Muş, il décide d'abandonner Tatvan et toute la vallée de Muş avant de se retirer à Ahlat. En septembre, l'offensive turque piétine et se délite. Nazarbekov reprend Tatvan et Muş à mesure que les forces turques se retirent, mais il n'a plus assez de troupes disponibles pour reprendre Bitlis alors que l'hiver arrive. La révolution russe au printemps 1917 compromet toute victoire future de l'armée russe et, même si la ville est reconquise par les Russes, elle est reprise sans combat par les Turcs en mars 1917.
Après la guerre, le traité de Sèvres (10 août 1920) prévoit le rattachement de la ville à l'Arménie (moyennant arbitrage du président américain Woodrow Wilson pour la fixation des frontières), mais il n'est pas ratifié. L'Arménie renonce en outre à la ville par le traité d'Alexandropol, confirmé par le traité de Kars (13 octobre 1921).

## Géographie

### Population
| Année | Ville  | Banlieue | Total  |
| ----- | ------ | -------- | ------ |
| 1960  | 86 000 |          |        |
| 1965  | 81 000 |          |        |
| 1970  | 72 000 |          |        |
| 1975  | 64 000 |          |        |
| 1980  | 52 000 |          |        |
| 1985  | 48 000 |          |        |
| 1990  | 38 130 | 30 002   | 68 132 |
| 1997  |        |          |        |
| 2000  | 44 923 | 20 246   | 65 169 |
| 2007  |        |          |        |

## Transports et communications

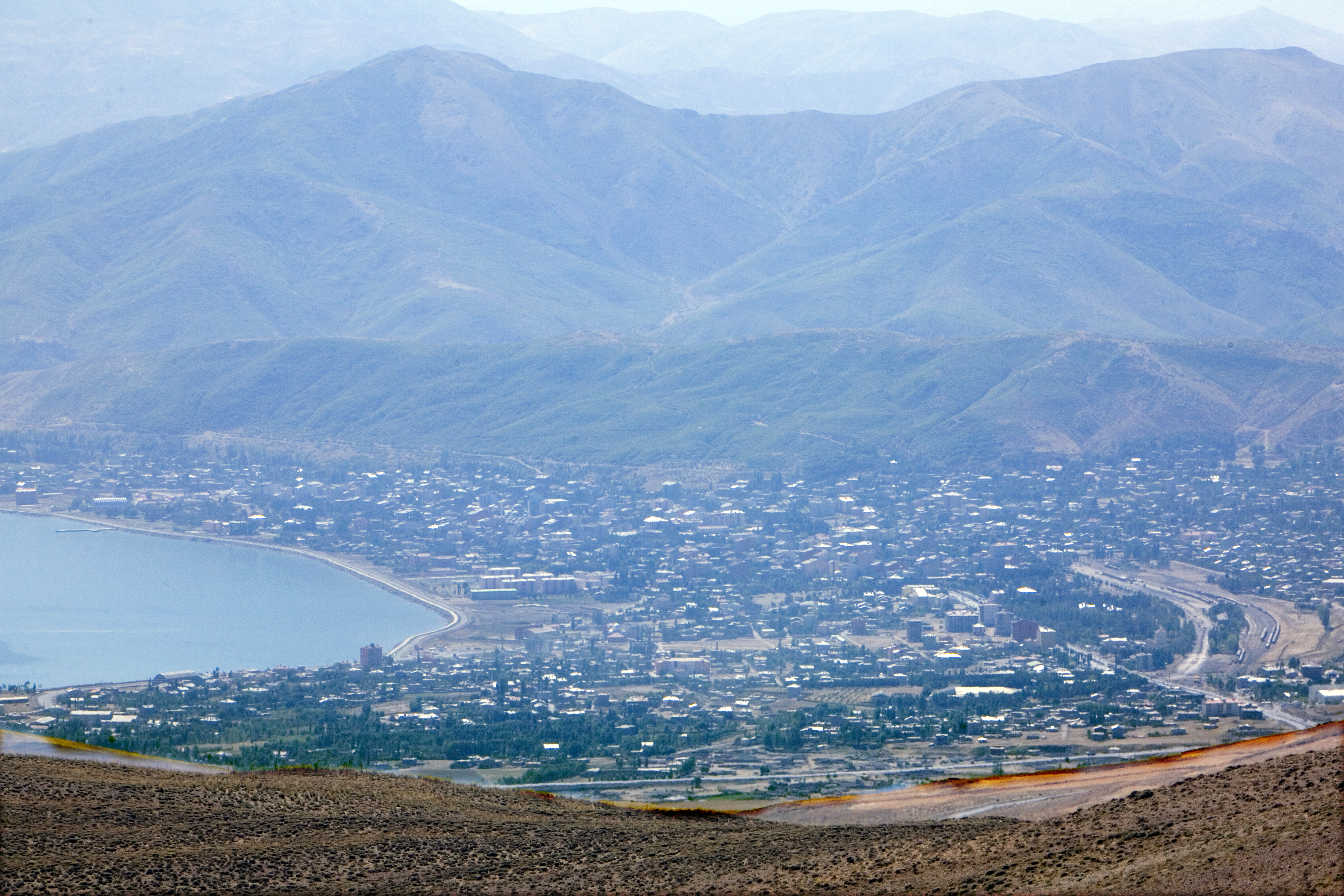
La ville de Tatvan et l'extrémité occidentale du lac de Van, vues du nord.

La ville est reliée par la route aux principales villes de la région : au nord-est, à 25 km se trouve le port de Tatvan sur le lac de Van, à 94 km au nord-ouest se trouve la ville de Muş tandis qu'à 200 km à l'ouest sur la E 99 se trouve la ville de Diyarbakır. La ville n'est pas desservie par le chemin de fer. La gare terminus se trouve à Tatvan. La ligne relie Tatvan à Muş puis plus à l'ouest conduit à Elâzığ d'où part la correspondance pour Diyarbakır.

## Économie
L'économie locale est basée sur la production agricole (fruits, céréales et tabac). L'industrie est peu représentée : travail du cuir, manufacture de tabac, industrie textile (tissage et teinture).

## Culture et patrimoine

### Architecture
La ville possède davantage de témoignages architecturaux traditionnels et médiévaux qu'aucune autre ville dans l'est de la Turquie. Les constructions sont de bonne qualité,  utilisant des matériaux locaux, notamment une pierre brune brillante, parfois appelée « pierre d'Ahlat ».
La ville comporte de nombreux monuments de la dernière période médiévale islamique : mosquées, écoles coraniques (medersas) et des tombeaux. Ce sont principalement des commandes de l'élite kurde. Le style architectural particulièrement conservateur se rapproche fortement des édifices datant du début de l'ère seldjoukide. On peut notamment citer la Grande mosquée (Ulu Camii) du XIIe siècle et son minaret du XVe siècle, l'école coranique Gokmeydani Medresesi et la mosquée Şerefiye, datant du XVIe siècle. Jusqu'en 1915, la ville possédait plusieurs églises et monastères arméniens, tous rasés pendant le génocide arménien, à l'exception d'une église du XIXe siècle qui sert aujourd'hui d'entrepôt.
La ville possède également de nombreuses maisons anciennes bâties en pierres de taille et à l'architecture imposante. Le rez-de-chaussée sert pour le stockage des denrées et comporte une écurie et peu d'ouvertures, le premier étage sert d'habitation et est mieux éclairé. Le toit plat est recouvert d'argile. Contrairement aux maisons traditionnelles que l'on trouve  à Erzurum ou à Van, les maisons de Bitlis ne comportent ni grande fenêtre, ni balcon.

### Tourisme
Plusieurs routes pittoresques permettent de découvrir les alentours de Bitlis :
- Vers le nord-est et Tatvan par la E 99 : caravansérails de Papşin Hanı (4 km) et de Alaman Hanı (14 km).
- Vers le sud-ouest, le long de la rivière Bitlis par la E 99, en direction de Siirt et Silvan.

## Gens célèbres
La cité est la patrie de l'historien kurde du XVIe siècle Sherefxan Bedlisi (aussi connu sous le nom de Sharaf al-Din Bitlisi).
L'écrivain arméno-américain William Saroyan (1908-1981), dont les parents ont émigré de Bitlis à Fresno en Californie, est l'auteur d'une pièce intitulée Bitlis, qui traite de son « retour » dans la ville qu'il considère comme sa patrie. L'homme politique turc, écrivain et diplomate Kâmran İnan (né à Bitlis en 1929) est l'auteur d'une histoire de Bitlis.